# وائل الرفاعي
محمد وائل الرفاعي مواليد 25 نوفمبر 1990 في حمص، هو لاعب كرة قدم سوري يلعب مع المحرق في الدوري البحريني الممتاز كلاعب وسط. بدأ وائل الرفاعي مسيرته الرياضية عام 2009 مع نادي الوثبة.

## روابط خارجية
- وائل الرفاعي على موقع Soccerway.com (الإنجليزية)